# Vodozemci
Vodozemci (lat. Amphibia) čine razred slatkovodnih i kopnenih kralježnjaka. Njihovo znanstveno ime je izvedeno od grčkog "amphi bios" (dvostruki život), što je u obliku "dvoživke" određeno vrijeme bilo korišteno u hrvatskom kao naziv za ovaj razred. To ime se zasniva na činjenici da većina vodozemaca stadij larve proživljava u vodi, a nakon metamorfoze mogu živjeti na kopnu. Mnoge vrste prvenstveno su noćne životinje kako bi se zaštitile od mogućih grabežljivaca i smanjile gubitak vode preko kože. 

## Anatomija
Vodozemci imaju četiri uda osim pripadnika reda beznožaca koji nemaju udove te nekoliko vrsta repaša koji imaju smanjene udove. Na prednjim nogama u pravilu imaju četiri, a na zadnjim pet prstiju. Imaju plosnate lubanje i često smanjene kosti pa tako većina vrsta nema rebra. Izraženost kralježaka često služi kao način za određivanje porijekla pojedine vrste. 
Koža je tanka i gola i sadrži brojne žlijezde i pigmentne stanice. Koža ima važnu ulogu u disanju i gospodarenju tjelesnim tekućinama. Kao ličinke, vodozemci imaju škrge, a u odraslom obliku vrlo jednostavna pluća, ali im kod razmjene plinova pomažu koža i usta. Vodozemci su hladnokrvne životinje pa im temperaturu određuje temperatura okoline. Srce ima dvije pretklijetke, i jednu klijetku bez pregradne stijenke. Crijevni, urinarni i spolni otvor završavaju u nečisnici.

## Podjela vodozemaca
Podjela jedinog recentnog podrazreda vodozemaca se vrši na tri reda:
- Žabe ili bezrepci (Anura) Fischer von Waldheim, 1813 (6 389 sp.)
- Repaši (Caudata) Fischer von Waldheim, 1813 (678 sp.)
- Beznošci (Gymnophiona) Müller, 1832 (200 sp.)

## Evolucija vodozemaca
Većina znanstvenika koji se bave pitanjima podrijetla vodozemaca smatra da su nastali od riba resoperki (Crossopterygii), koje su, kao ribe dvodihalice imale riblji mjehur pretvoren u pluća i neke druge osobine slične današnjim vodozemcima. Za prvobitnog vodozemca se kaže: "Riba koja je hodala." Pored ribljeg mjehura, pretvorenog u pluća, kostur parnih peraja kod resoperki sliči kosturu udova vodozemaca. Prema tome, od starih (devonskih) resoperki nastali su prvi vodozemci-stegocefali, a od njih današnji vodozemci. Na Grenlandu je nađen prijelazni oblik između riba i vodozemaca - Ichtyostega.  Sve ribe resoperke su izumrle, osim jedne vrste (Latimerija) koja je otkrivena 1958. godine na obali Mozambika. Ostale vrste riba resoperki izumrle su prije 80 milijuna godina.
Od svog evolucijskog prijelaza na kopno vodozemci su se uspješno prilagodili uvjetima na svim kontinentima osim Antarktike. Dok većina identificiranih vrsta živi u tropskim prašumama, neke su se vrste uspjele prilagoditi pustinjskom životu ili životu u Arktičkom krugu.

## Ugroženost i izumiranje
U posljednjih nekoliko desetljeća primjećene su drastične promjene u broju jedinki vodozemaca diljem više kontinenata. Čitave vrste, od endemičnih i rijetkih do opće poznatih i sveprisutnih te od onih nastanjenih u staništima na kojima djeluje čovjek do onih u zaštićenim rezervatima, počele su nestajati. Uzročnikom se pokazala gljiva Batrachochytrium dendrobatidis ili skraćeno Bd. Kada su joj zdrave žabe u laboratoriju bile izložene, sve su se razboljele i u roku od tri tjedna umrle od srčanog udara. Daljnja su istraživanja pokazala da gljiva remeti sposobnosti žablje kože da upije za život neophodne elektrolite.

## Vanjske poveznice
- Hrvatsko herpetološko društvo HYLA

|  | Zajednički poslužitelj ima još gradiva o temi Vodozemci |
|  | Wikivrste imaju podatke o taksonu Vodozemcima           |